# Handroanthus serratifolius
|  | Dieser Artikel wurde aufgrund von formalen oder inhaltlichen Mängeln in der Qualitätssicherung Biologie im Abschnitt „2025“ zur Verbesserung eingetragen. Dies geschieht, um die Qualität der Biologie-Artikel auf ein akzeptables Niveau zu bringen. Bitte hilf mit, diesen Artikel zu verbessern! Artikel, die nicht signifikant verbessert werden, können gegebenenfalls gelöscht werden. Lies dazu auch die näheren Informationen in den Mindestanforderungen an Biologie-Artikel. Begründung: Vollprogramm |

Handroanthus serratifolius ist eine südamerikanische Baumart aus der Gattung Handroanthus innerhalb der Familie der Trompetenbaumgewächse (Bignoniaceae), die als Gelber Lapacho, Pau d'arco oder Ipê amarel bezeichnet wird. Sie kommt in Brasilien und im nördlichen Südamerika vor.

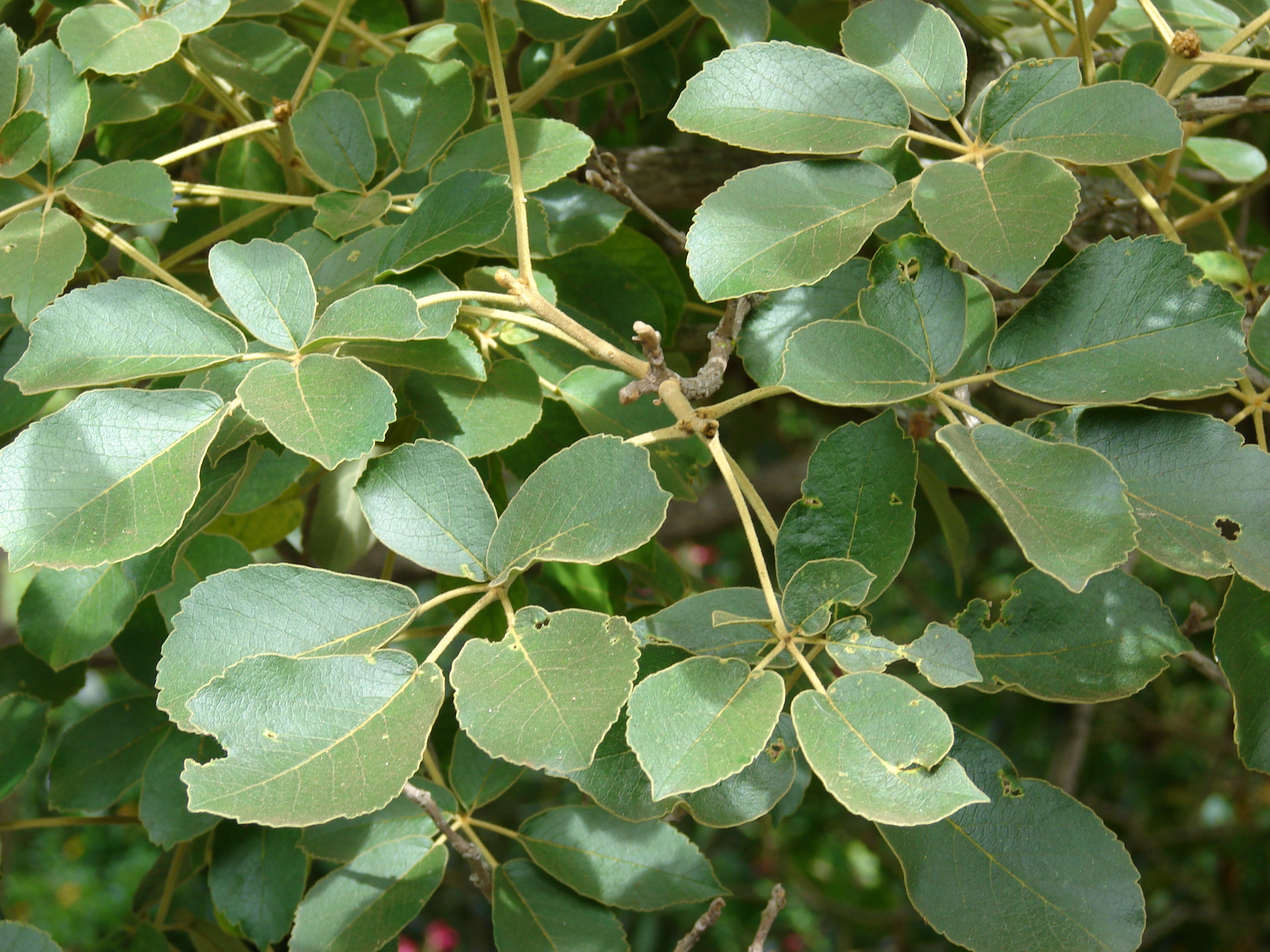
Blätter

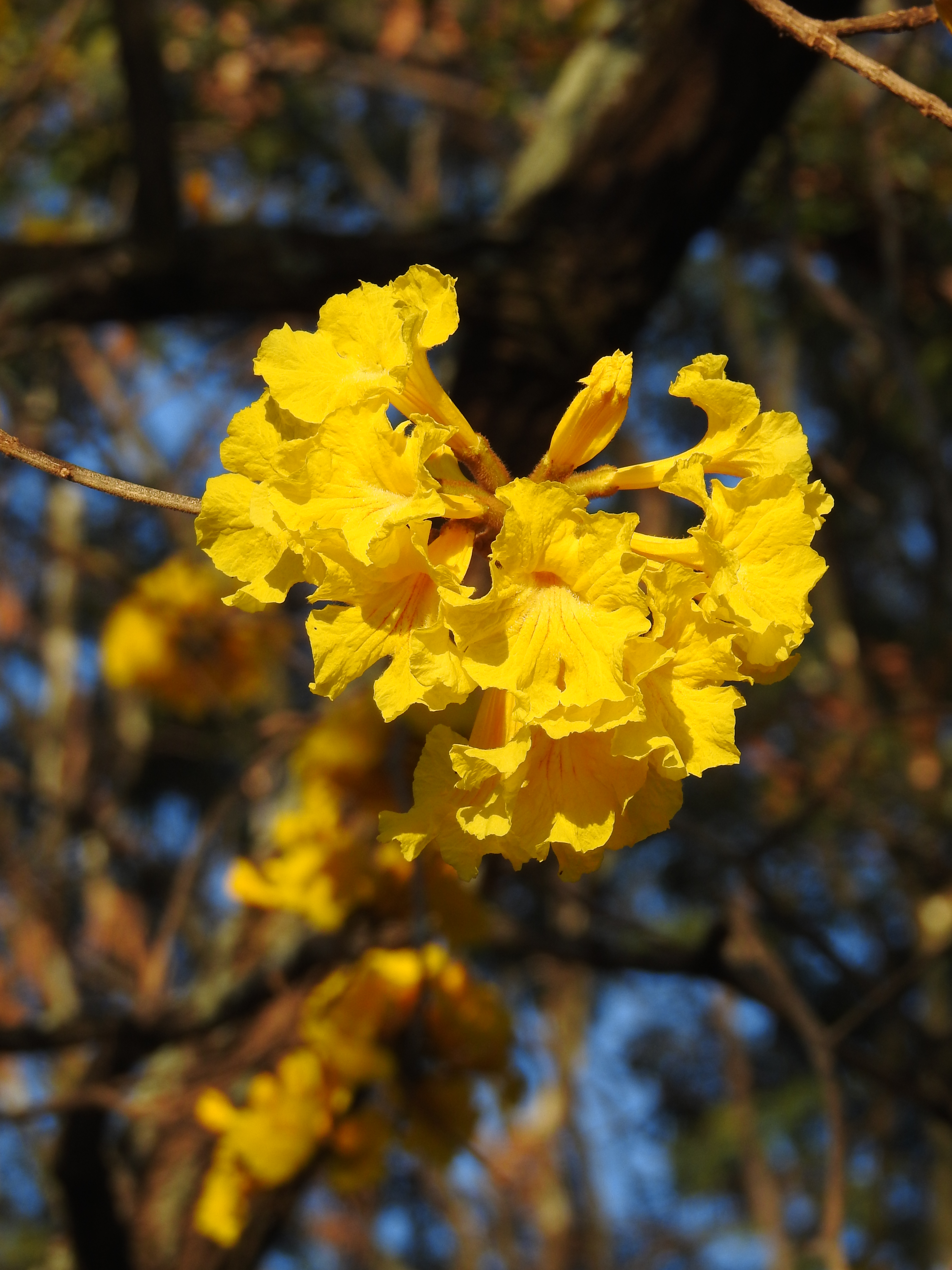
Blüten

## Beschreibung
Mit einer Höhe von bis über 30 m zählt die Art zu den größeren tropischen Baumarten. Die Art ist meist laubabwerfend.
Die gegenständigen und gestielten Laubblätter sind handförmig gefiedert. Die bis zu 7 gestielten Blättchen sind eiförmig bis verkehrt-eiförmig und gesägt bis gekerbt.
Die großen, gelben und zwittrigen Blüten mit doppelter Blütenhülle erscheinen in Büscheln vorwiegend in der laublosen Zeit.
Die langen, länglichen und gerillten, vielsamigen Kapselfrüchte besitzen warzige, extraflorale Nektarien. Die flachen Samen sind beidseits geflügelt.

## Vorkommen
Handroanthus serratifolius kommt ursprünglich vor in Kolumbien, Venezuela, Französisch-Guayana, Ecuador, Peru, Bolivien, Brasilien und Trinidad-Tobago vor. Eingeführt wurde die Art in Puerto Rico und auf Kuba.

## Taxonomie
Das Basionym wurde 1798 von Martin Vahl in Eclogae Americanae Band 2 Seite 46 bis 47 als Bignonia serratifolia erstbeschrieben. Die Art wurde 2007 von Susan Oviatt Grose in Systematic Botany; Quarterly Journal of the American Society of Plant Taxonomists Band 32 Teil 3 Seite 666 als Handroanthus serratifolius (Vahl) S.O.Grose in die Gattung Handroanthus gestellt. Ein Synonym ist Tabebuia serratifolia (Vahl) G.Nicholson.